# Odranci
Odranci – wieś w Słowenii, siedziba administracyjna gminy Odranci. W 2020 roku liczyła 1632 mieszkańców.

## Historia
Pierwsza wzmianka o osadzie pochodzi z 1322 roku pod nazwą Adrijanci.

## Osobliwości miasta
- Ośmioboczny kościół parafialny św. Trójcy(inne języki) został zbudowany w 1967 roku.
- Centrum Dziedzictwa Kulturowego – Dom Prekmurski zostało otwarte w 2018 roku.